# Нейтан Філліон
Нейтан Філліон (англ. Nathan Fillion; нар.27 березня 1971, Едмонтон, Канада) — американський актор канадського походження. Став популярним в основному завдяки ролям у серіалах Баффі — переможниця вампірів, Світлячок та Касл.

## Біографія

### Раннє життя
Філліон народився в місті Едмонтон провінції Альберта в Канаді. Його батьки, Кукі та Боб Філліон, є вчителями англійської мови. У Натана є старший брат Джеф Філліон. За словами Філліона, він є нащадком генерал-лейтенанта Конфедеративних Штатів Америки Джубала А. Ерлі. Серед його предків також є франко-канадці та ірландці.

### Кар'єра

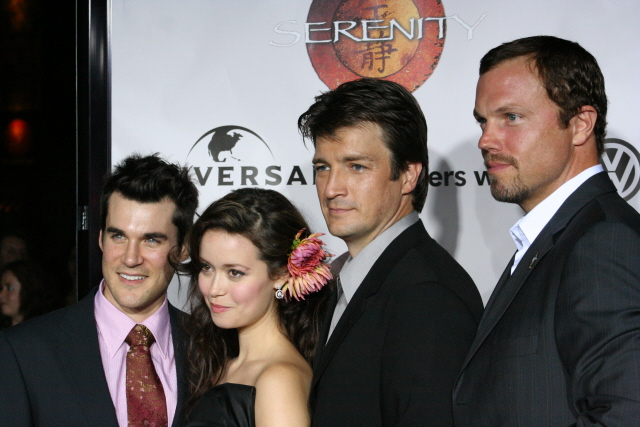
Натан Філліон на прем'єрі фільму Сереніті (22 вересня 2005 року)

Після роботи в театрі та участі в декількох канадських теле- та кінофільмах, в 1994 році Філліон переїхав до Нью-Йорку, де він знімався в мильній опері Одне життя, щоб жити в ролі Джоуї Бьюкенана. За цю роль в 1996 році він був номінований на нагороду Еммі в категорії Видатний молодий актор. В 1997 році Філліон пішов з серіалу заради інших проектів (щоправда, він повернувся на кілька серій в 2007 році). Переїхавши в Лос-Анджелес, він знявся у другорядній ролі в ситкомі Два хлопці, дівчина та піцерія та у фільмі Врятувати рядового Райана в ролі Джеймса Фредеріка Райана.
У 2002 році Філліон знявся в ролі капітана Малькольма Рейнолдса в фантастичному телесеріалі Джосса Відона Світлячок. За цю роль він отримав нагороду в категорії Обличчя майбутнього покоління від Академії фантастики, фентезі та фільмів жахів. Хоча в 2003 році телесеріал був скасований, в 2005 році на екрани вийшла його кіноадаптація Сереніті, де Філліон знову повернувся до своєї ролі. У фінальному сезоні іншого телесеріалу Відона Баффі — переможниця вампірів, Філліон зіграв другорядного персонажа Калеба.
Після закінчення зйомок Світлячка, актриса Джуел Стейт прозвала його Капітан Тісні Штани. Це прізвисько так і залишилося за актором.
Філліон озвучив другорядного персонажа в мультсеріалі Цар гори (2001), а також персонажа Гао Молодшого в грі Jade Empire. У 2006 році Філліон знявся у головній ролі фільму жахів Джеймса Ганна Слизняк. За свою роль шерифа Білла Парді, він був номінований на нагороду журналу Fangoria в категорії «Чувак з яким краще не жартувати». У 2007 році Філліон знявся в романтичній комедії Офіціантка і зіграв головну роль у фільмі жахів Білий шум 2: Сяйво. З 2009 по 2016 рік зіграв головну роль в американському детективному серіалі Касл. 
Зараз Філліон грає головну роль в американському детективному серіалі Новобранець.

## Фільмографія

### Фільми
| Рік  | Назва                                  | Роль                                  | Примітки        |
| ---- | -------------------------------------- | ------------------------------------- | --------------- |
| 1993 | Ordeal in the Arctic                   | Master Warrant Officer Tom Jardine    | Television film |
| 1994 | Strange and Rich                       | Walter Hoade                          |                 |
| 1998 | Врятувати рядового Раяна               | Pvt. James Frederick 'Minnesota' Ryan |                 |
| 1999 | Вибух з минулого                       | Cliff                                 |                 |
| 2000 | Дракула 2000                           | Father David                          |                 |
| 2003 | Water's Edge                           | Robert Graves                         |                 |
| 2004 | Outing Riley                           | Luke Riley                            |                 |
| 2005 | Місія Сереніті                         | капітан Мел (Малкольм) Рейнольдс      |                 |
| 2006 | Слимак                                 | Білл Парді                            |                 |
| 2007 | White Noise: The Light                 | Abe Dale                              |                 |
| 2007 | Waitress                               | Dr. Jim Pomatter                      |                 |
| 2008 | Далекобійник                           | Runner                                |                 |
| 2009 | Wonder Woman                           | Steve Trevor (voice)                  | Direct-to-video |
| 2010 | Супер                                  | Святий Месник                         |                 |
| 2011 | Green Lantern: Emerald Knights         | Hal Jordan/Green Lantern (voice)      | Direct-to-video |
| 2012 | Justice League: Doom                   | Hal Jordan/Green Lantern (voice)      | Direct-to-video |
| 2012 | Багато галасу з нічого                 | Догберрі                              |                 |
| 2013 | Університет монстрів                   | Johnny Worthington III (voice)        |                 |
| 2013 | Justice League: The Flashpoint Paradox | Hal Jordan/Green Lantern (voice)      | Direct-to-video |
| 2013 | Персі Джексон: Море чудовиськ          | Гермес                                |                 |
| 2014 | Party Central                          | Johnny Worthington III (voice)        | Short film      |
| 2014 | Вартові галактики                      | Monstrous Inmate (voice)              | Cameo           |
| 2015 | Justice League: Throne of Atlantis     | Hal Jordan/Green Lantern (voice)      | Direct-to-video |
| 2018 | Номіс                                  | Квінн                                 |                 |
| 2021 | Загін самогубців 2                     | Флойд Бєлкін / T.D.K                  |                 |
| 2023 | Вартові галактики 3                    | майстер Карджу                        |                 |
| 2024 | Дедпул і Росомаха                      | Хедпул                                |                 |
| 2025 | Супермен: Спадщина                     | Гай Гарднер                           |                 |

### Телебачення
| Рік             | Назва                                | Роль                                                           | Примітки                                    |
| --------------- | ------------------------------------ | -------------------------------------------------------------- | ------------------------------------------- |
| 1994-1997, 2007 | One Life to Live                     | Joey Riley Buchanan                                            |                                             |
| 1996            | Spin City                            | Guy                                                            | Uncredited Episode: «A Star Is Born»        |
| 1997            | Total Security                       | Трой Ларсон                                                    | Епізод: «Das Bootie»                        |
| 1998            | Maggie Winters                       | Роланд                                                         | Епізод: «Mama's Got a Brand New Bag»        |
| 1998-2001       | Two Guys and a Girl                  | Johnny Donnelly                                                | 60 епізодів                                 |
| 1999            | The Outer Limits                     | Michael Ryan                                                   | Епізод: «Star Crossed»                      |
| 2001            | King of the Hill                     | Frisbee Guy (voice)                                            | Епізод: «Luanne Virgin 2.0»                 |
| 2002            | Pasadena                             | Rev. Glenn Collins                                             | 3 епізоди                                   |
| 2002-2003       | Світляк                              | Малкольм 'Мел' Рейнольдс                                       | 14 епізодів                                 |
| 2003            | Alligator Point                      | Bill                                                           | Pilot                                       |
| 2003            | Баффі — переможниця вампірів         | Калеб                                                          | 5 епізодів                                  |
| 2003            | Miss Match                           | Адам Логан                                                     | 6 епізодів                                  |
| 2004            | Hollywood Division                   | Det. Tommy Garrett                                             | Pilot                                       |
| 2005-2006       | Justice League Unlimited             | Vigilante (voice)                                              | 3 епізодів                                  |
| 2006            | Загублені                            | Kevin Callis                                                   | Епізод: «I Do»                              |
| 2007            | Drive                                | Alex Tully                                                     | 6 епізодів                                  |
| 2007-2014       | Robot Chicken                        | Various voices                                                 | 5 епізодів                                  |
| 2007-2008       | Відчайдушні домогосподарки           | Dr. Adam Mayfair                                               | 12 епізодів                                 |
| 2009-2016       | Касл                                 | Річард Касл                                                    |                                             |
| 2010            | The Venture Bros.                    | Brown Widow (голос)                                            | Епізод: «Bright Lights, Dean City»          |
| 2012            | American Dad!                        | Joel Larson / Joe Kidney / American Businessman Klaus (voices) | 2 епізодів                                  |
| 2013            | Writers Guild of America Awards 2012 | Host                                                           | Television special                          |
| 2014-2015       | Спільнота                            | Bob Waite                                                      | 2 епізодів                                  |
| 2014-2015       | Gravity Falls                        | Preston Northwest (voice)                                      | 2 епізодів                                  |
| 2015            | Теорія великого вибуху               | Himself                                                        | епізод: «The Comic Book Store Regeneration» |
| 2015            | Kroll Show                           | Mountie McMinniman                                             | Епізод: «Twins»                             |
| 2018—2025       | Новобранець                          | Джон Нолан                                                     | головна роль                                |

### Відеоігри
| Рік  | Назва                           | Роль               | Примітки                                        |
| ---- | ------------------------------- | ------------------ | ----------------------------------------------- |
| 2005 | Jade Empire                     | Гао Менший         |                                                 |
| 2007 | Halo 3                          | Сержант Рейнольдс  |                                                 |
| 2009 | Halo 3: ODST                    | Сержант Едвард Бак | також надав свою зовнішність                    |
| 2010 | Halo: Reach                     | Сержант Едвард Бак | також надав свою зовнішність                    |
| 2014 | Family Guy: The Quest for Stuff | Грає сам себе      |                                                 |
| 2014 | Destiny                         | Кейд-6             |                                                 |
| 2015 | Saints Row: Gat out of Hell     |                    |                                                 |
| 2015 | Destiny: The Taken King         | Кейд-6             |                                                 |
| 2015 | Halo 5: Guardians               | Едвард Бак         | надає свою зовнішність і робить захоплення руху |
| 2017 | Destiny 2                       | Кейд-6             |                                                 |